# Zwartbuikwever
De zwartbuikwever (Euplectes nigroventris) is een zangvogel uit de familie Ploceidae (Wevers).

## Verspreiding en leefgebied
Deze soort komt voor in zuidoostelijk Afrika, met name in zuidoostelijk Kenia tot oostelijk Tanzania, Zanzibar, Pemba en noordelijk Mozambique.